# パーマ (オハイオ州)
パーマ（Parma）は、アメリカ合衆国オハイオ州北東部に位置する都市。クリーブランドの南に隣接しており、同市の郊外都市の1つになっている。人口は8万1146人（2020年）で、1970年に10万0216人を数えたのをピークに減少傾向にはあるものの、クリーブランド都市圏内の郊外都市としては最大であり、オハイオ州全体でも、より減少幅の大きかったカントンやヤングスタウンを抜いて第7位となっている。

## 歴史
今日のパーマ、およびパーマハイツの両市があるこの地は、1806年にコネチカット土地会社のエイブラハム・タッパンが測量をして、6号郡区13号地と呼ばれていた。その後、四方八方に叢が広がるこの6号郡区13号地は、グリーンブライアーと呼ばれるようになった。当時はまだブルックリン郡区に属していたこのグリーンブライアーに最初に入植したのは、ニューヨーク州ルイス郡から移入してきた、10人の子供を抱えるフェイ一家であった。
やがて、グリーンブライアーが20世帯を抱える村になった頃、イタリアからこの地に戻ってきたデイビッド・ロング博士が、この村の雄大さと美しさに感銘を受け、パルマを思い出し、この地はグリーンブライアーよりも良い名を与えられるに値するとして、同市の英語読みであるパーマに改められた。
1826年3月7日、この地に新たな郡区を創設する、下記の議決が通った。
| 「 | 6号郡区13号地に新たな郡区を創設する諸住民の嘆願書に対し、6号郡区13号地にはパーマという名の、元の郡区と同一の境界線を有する郡区を新たに創設する。 | 」 |

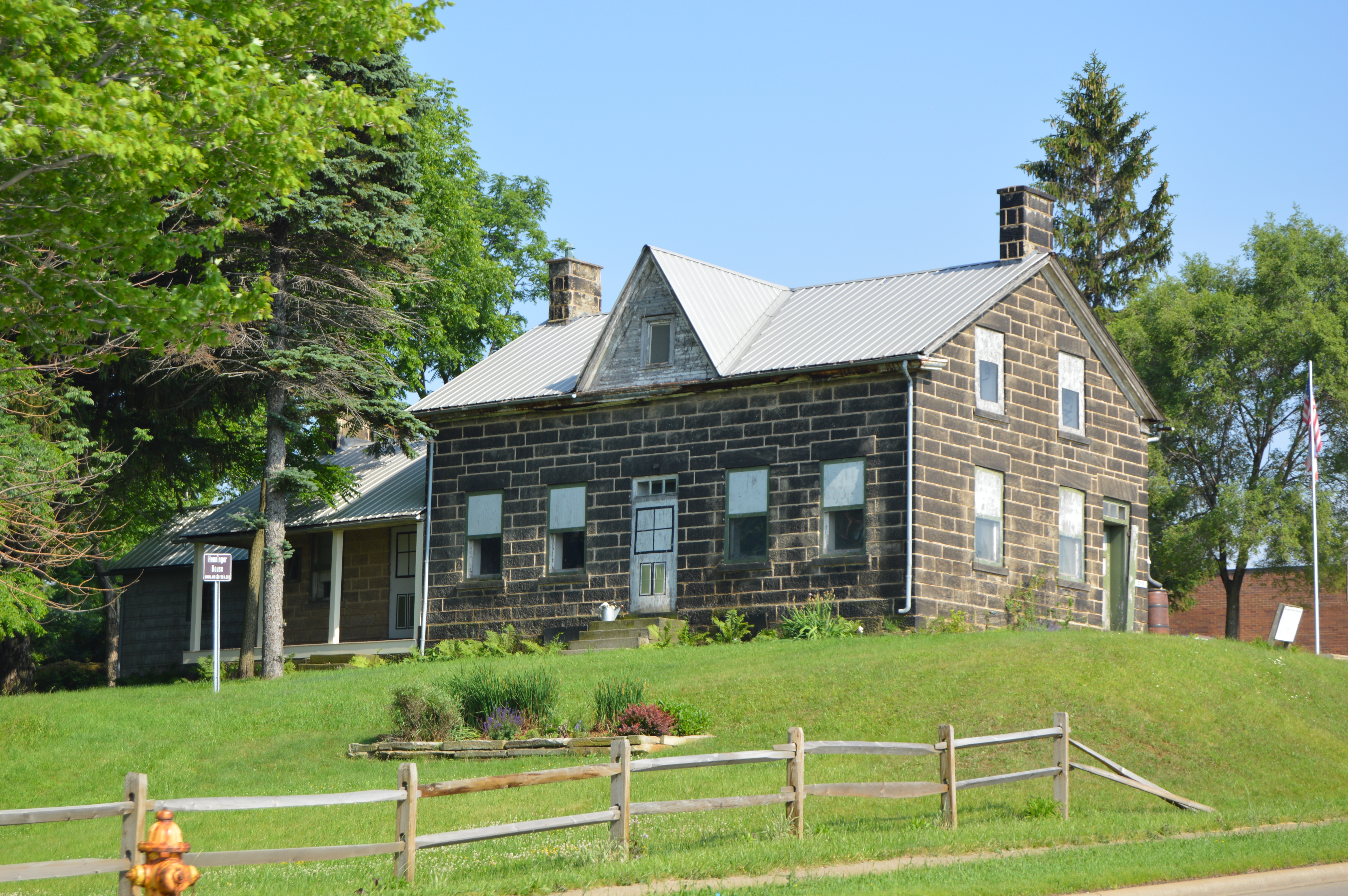
フィリップ・ヘニンガーの家。1849年に建てられたこの家屋は、2003年に国家歴史登録財に指定された。

同日、郡の行政官は有権者に向けて告示を行った。1826年4月3日、有権者は法に従って新郡区政府の役員を選出するため、サミュエル・フリーマンの家に集まった。この結果、11人の役員が選出された。
この頃のパーマ郡区はほとんどが農地であった。最初の学校は、現在ではパーマハイツ墓地になっている丘の上に建てられた丸太小屋を校舎としたものであった。1827年には、郡区は道路で区画された。1849年に建てられた石造のフィリップ・ヘニンガーの家には、その後も1988年までヘニンガーの子孫が住み続け、現在でも同じ地に建っている。この家屋はパーマ郡区の北東部を見渡せる、カヤホガ郡内でも標高の高い部類に入る丘の上に建っていた。この丘はもともと、この地への入植が始まるよりも何世紀も前に、ネイティブ・アメリカンのエリー族が火による信号を送受信したり、宗教活動を行ったりする場であった。

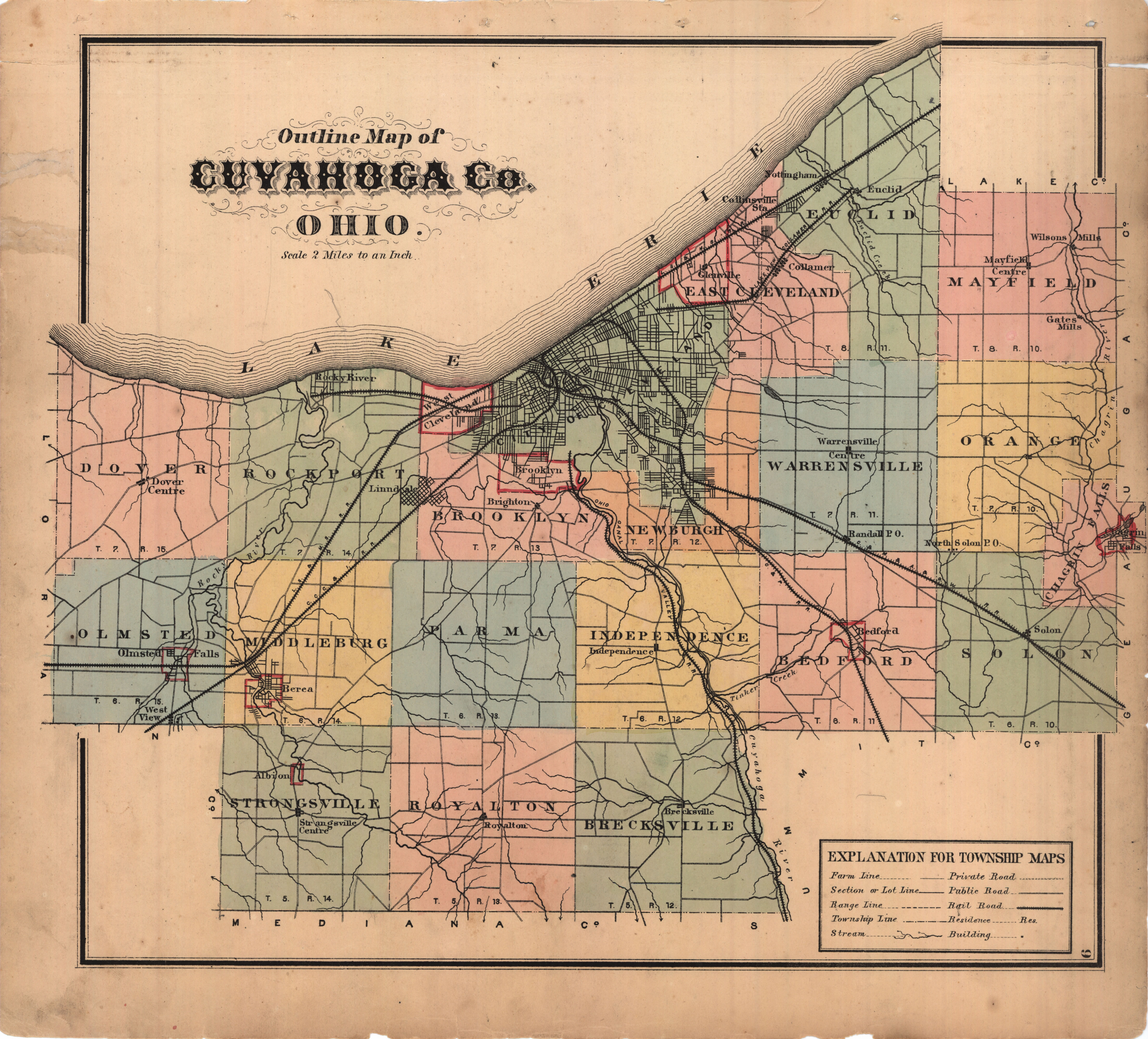
パーマ郡区が記されたカヤホガ郡の地図（1874年）

1850年頃には、パーマ郡区の人口は1,329人を数えた。しかし、南北戦争で父親や息子、あるいはその両方を戦場に取られたこともあり、その後数十年間におけるパーマ郡区の成長は緩やかなものにとどまった。1910年頃のパーマ郡区の人口は1,631人と、微増にとどまった。
1911年、パーマハイツは住民投票の結果を受け、パーマ郡区から分離独立し、面積4.13mi2（10.70km2）の村として正式に法人化された。クリーブランドの地元新聞紙、プレイン・ディーラー紙は、パーマハイツ分離独立の背景について次のように記している。
| 「 | パーマハイツ村創設の主な理由は警察が欲しかったからであった...この地域には酒場が1軒ある...日曜日にはこの酒場に荒くれ者たちが集まり、静かなこの地域の住民たちは迷惑を被っていた...だから住民たちは日曜日にはこの酒場を定休にさせたかった。そうするために住民たちは警察を欲しがっていた。村にならなければ警察を置くことはできなかった。だから村になった。 | 」 |

1920年頃には、パーマ郡区の人口はわずか2,345人を数えたに過ぎなかった。しかし、その後の数十年間で、パーマは劇的な成長を遂げていった。1924年12月15日、パーマ郡区は村として正式に法人化された。とりわけ、1919年に始まり、1920-30年代にかけて行われた、H・A・スタールによるリッジウッド・ガーデンという住宅開発は、パーマの成長に大きく寄与した。オハイオ州初の田園都市であった、クリーブランド東郊のシェーカーハイツの住民であったH・A・スタールは、リッジウッドをシェーカーハイツに倣い、かつ対抗して、「教会、学校、映画館、コミュニティハウス、その他住宅地として必要なものを全て揃えた」、「モデルとなる村」とすべく、リッジウッドを開発した。リッジウッドは1,000エーカー（4.05km2）の敷地に40,000人が住める、「エリー湖面より325フィート（99m）高い、サウスサイドの健康的な地域に広がる、工場の煙とも（クリーブランドのダウンタウンの中心にある）パブリック・スクエア周辺の交通渋滞や騒音とも無縁な」田園都市として設計され、売り出された。
1930年の国勢調査では、パーマは人口13,899人を数え、翌1931年1月1日にパーマは市制を施行した。しかし、7年前のパーマ村の法人化の際は大いに楽観的であったのに対し、この市制施行の際は、世界大恐慌の直後で成長がほぼ止まったということもあって、不安要素が大きかった。資金には乏しく、税収も限られていた中で、市と学区の両方をクリーブランドに合併する声まで聞こえ始めていた。しかし、そのいずれの合併案も、パーマの住民投票によって棄却された。その後まもなく、ギャラガー法が新たに制定され、パーマに監査官がついたことによって、パーマは支払い能力を回復した。1940年代に入ると、第二次世界大戦に突入すると共に、全米各地と同様に、パーマでも建設ブームが起こった。
第二次世界大戦が終わると、パーマはクリーブランドの中心部から流出した人口の受け皿となって急激に成長した。1950年代には、パーマは全米で最も高成長を遂げた都市となった。1950年に28,897人であった人口は、その後の10年間で約3倍に増加し、1960年の国勢調査では82,845人を数えた。1970年には、パーマの人口は100,216人を数えてピークに達し、クリーブランド（750,903人）、コロンバス（539,677人）、シンシナティ（452,524人）、トレド（383,818人）、アクロン（275,425人）、デイトン（243,601人）、ヤングスタウン（139,788人）、カントン（110,053人）に次ぐ、州第9の規模になっていた。
その後、パーマの人口はクリーブランドやカヤホガ郡全体と同様に減少傾向にあり、2010年の国勢調査では81,601人となっているものの、レイクウッドやクリーブランドハイツなどと同様、パーマは20代から30代前半の若年成人層、特に人種的少数者には人気の住宅地となっている。また、2010年には、ビジネスウィーク誌の記事で、パーマはレイクウッドなどと共に、オハイオで子供を育てるのに最も良い場所の1つとして取り上げられた

## 地理

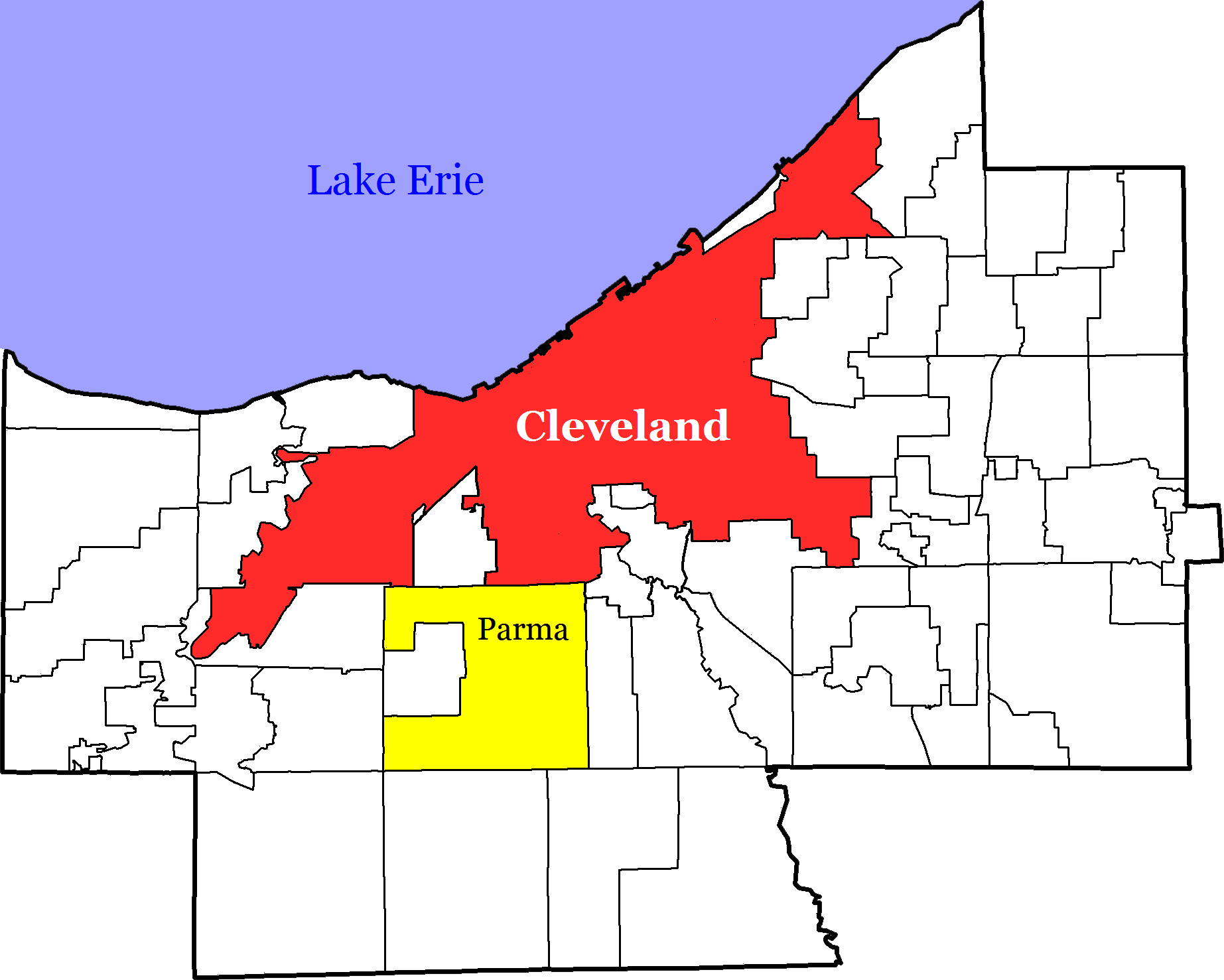
クリーブランドとパーマの相対的な位置

パーマは北緯41度23分31秒 西経81度43分43秒 / 北緯41.39194度 西経81.72861度に位置している。市はクリーブランドの南に隣接し、クリーブランドのダウンタウンからは南南西へ約10kmである。
アメリカ合衆国国勢調査局によると、パーマ市は総面積51.98km2（20.07mi2）である。そのうち51.85km2（20.02mi2）が陸地で0.13km2（0.05mi2）が水域である。総面積の0.25%が水域となっている。市の標高は264mで、クリーブランドのダウンタウンよりは65m、エリー湖の湖面よりは90m高い。

## 都市概観
パーマは郊外の住宅都市であるため、明確なダウンタウンは持っておらず、市のほぼ全域にわたって一軒家を中心とした密度の低い住宅地が広がっている。パーマの街路は、ところどころに少し曲がりくねった街路があるものの、整然と区画されている。南北の通りには数字がついたものが多く、東端はウェスト9thストリート、西端はウェスト130thストリートとなっている。数字は西に行くほど大きくなるが、クリーブランドからの続きであるため、パーマ市内においては1stストリートから始まってはおらず、基準となる通りもない。

## 気候
パーマを含むクリーブランド都市圏の気候は温暖で湿気の多い夏と寒い冬に特徴付けられる。またカナダからの寒気がエリー湖で湿気を増すため、クリーブランド都市圏における冬季の降雪量は多く、ブリザードも吹く。気候についての詳細は、クリーブランド (オハイオ州)#気候を参照のこと。

## 政治
パーマは市長制を採っている。市長は市政府の最高責任者であり、市の安全（警察・消防・救急）および行政サービス各局を統括し、その業務に責任を負う。市長は全市からの投票で選出され、その任期は4年で、多選の制限は無い。
市議会は市の立法機関であり、年間約400にのぼる条例および議決を採決する。市議会は議長、書記官、および9人の議員から成っている。9人の市議員はその全員が、市を9つに分けた小選挙区から1人ずつ選出される。

## 交通
パーマにはグレイハウンドのバスこそ停車しないが、同社と提携しているバロンズ・バスのバス・ストップが市西部にあり、クリーブランドとアセンズのオハイオ大学を結ぶゴーバスの便のうち、1便がパーマを始発/終着としている。また、クリーブランドの公共交通機関であるRTAの路線バス網は、クリーブランド市内のみならず、カヤホガ郡内を広くカバーしており、パーマにも#20、#35、#45/45A、#51、#54、#68、#79A/79B、および#83の8系統が通っている。
パーマ市域内には州間高速道路は通っていないが、州間高速道路80号線の支線で、クリーブランドの環状線の南側を成しているI-480がクリーブランド・パーマ市境のすぐ北を通っている。また、市の西にはコロンバスやシンシナティへと通ずる州間高速道路71号線が、市の東にはアクロンやカントンへと通ずる州間高速道路77号線がそれぞれ通っている。
パーマの最寄りの空港は西10kmに立地するクリーブランド・ホプキンス国際空港（IATA: CLE）である。同空港はユナイテッド航空をはじめ、デルタ・アメリカン両航空会社やサウスウエスト航空、ジェットブルー航空も就航しており、各社のハブ空港からの便を中心に全米から多数の直行便がある。

## 教育
カヤホガ・コミュニティ・カレッジはカヤホガ郡内13ヶ所のキャンパスのうちの1つ、ウェスト・キャンパスをパーマ市南西端に置いている。このコミュニティ・カレッジは1963年に創立した、オハイオ州では最古のコミュニティ・カレッジで、準学士の学位を授与する2年制のコースのほか、サーティフィケイトを授与するコースや、継続教育のコースを提供している。
パーマにおけるK-12課程はパーマ市学区の管轄下にある公立学校によって主に支えられている。同学区は小学校8校、中学校3校、高校3校を有し、約11,200人の児童・生徒を抱えている。

## 人口動態
| 左: ウクライニアン・ビレッジの標識右: ホロドモール慰霊碑  |  | 左: ウクライニアン・ビレッジの標識右: ホロドモール慰霊碑 |
| 左: ウクライニアン・ビレッジの標識 右: ホロドモール慰霊碑 |  |                                                          |

パーマは人種別で見ると白人が人口の93%を占めているものの、市北部のタキシード・アベニューから中央部のグラントウッド・ドライブにかけてのステート・ロード沿い約2kmにわたって広がる、2009年に指定されたウクライニアン・ビレッジと呼ばれる地区を中心にウクライナ系住民が集住している。地区内にはウクライナ系住民による商店が連なり、またウクライナの独立記念日にはパレードも行われる。ウクライナ正教会の聖ウラジミール大聖堂はウクライニアン・ビレッジ内、ステート・ロードとマリオンクリフ・ドライブに立地しており、その敷地内にはホロドモール慰霊碑が立っている。2013年にパーマがウクライナ西部の中心都市であるリヴィウと姉妹都市提携を結んだ際には、地区内に住むウクライナ系住民が市の提携計画を後押しした。
また、市北西部、パール・ロードからドロシー・アベニューまでのリッジ・ロード沿い、約1.3kmにわたっては、ポーランド系住民の集住地区であるポリッシュ・ビレッジが広がっている。同地区ではポーランドの憲法記念日にパレードが行われる。

### 人口推移
以下にパーマ市における1930年から2010年までの人口推移を表およびグラフでそれぞれ示す。クリーブランド・エリリア都市圏、およびクリーブランド・アクロン・カントン広域都市圏全体の人口については、クリーブランド (オハイオ州)#都市圏人口を参照のこと。
| 統計年 | 人口      |
| ------ | --------- |
| 1930年 | 13,899人  |
| 1940年 | 16,365人  |
| 1950年 | 28,897人  |
| 1960年 | 82,845人  |
| 1970年 | 100,216人 |
| 1980年 | 92,548人  |
| 1990年 | 87,876人  |
| 2000年 | 85,655人  |
| 2010年 | 81,601人  |

## 姉妹都市
パーマは リヴィウ（ウクライナ）と姉妹都市提携を結んでいる。

## 註
1. ↑  “Quickfacts.census.gov”. 2023年11月9日閲覧。
2. 1 2 3  Kubasek, p.57.
3. ↑  Kubasek, p.58.
4. 1 2  Henninger House Restoration. West Creek Conservancy. 2014年1月14日. 2015年12月14日閲覧.
5. ↑  OHIO - Lorain County. National Register of Historic Places. 2015年11月29日閲覧.
6. ↑  Kubasek, p.60.
7. ↑  Kubasek, p.64.
8. ↑  Kubasek, p.70.
9. ↑  Kubasek, p.74.
10. ↑  Kubasek, p.93.
11. ↑  "Black Eye Wins as Vote Getter". Cleveland Plain Dealer. 1911年7月14日.
12. ↑  "Real Estate Has Made Many Rich in City". Cleveland Plain Dealer. 1919年4月13日.
13. ↑  "From Green Fields to City Streets". Cleveland Plain Dealer. 1926年9月2日.
14. ↑  "Ridgewood - The New Home Community". Cleveland Plain Dealer. 1920年7月4日
15. ↑  "Thousand Acres In Latest Plot". Cleveland Plain Dealer. 1921年4月30日.
16. ↑  "Ridgewood - The New Home Community". Cleveland Plain Dealer. 1920年7月11日閲覧.
17. ↑  Horley, Robert. The Best Kept Secrets of Parma, "The Garden City": A study of Parma's streets and the Ridgewood community. R. Horley. 1998年. ISBN 9780966172102.
18. ↑  Kubasek, p.137.
19. ↑  Kubasek, p.142.
20. ↑  Kubasek, p.146.
21. ↑  Kubasek, p.153.
22. ↑  Andrews, Al. "Parma is Unchallenged as Fastest Growing in US". Cleveland Plain Dealer. 1956年4月1日.
23. ↑  Table 20. Population of the 100 Largest Urban Places: 1970. U.S. Bureau of the Census. 1998年6月15日.
24. ↑  Smith, Robert L. Cleveland's urban scene gets a boost from young adults moving in. Cleveland Plain Dealer. 2013年2月14日. 2015年12月17日閲覧.
25. ↑  Best Places to Raise Your Kids: Ohio. BusinessWeek. Bloomberg. 2010年. 2015年12月17日閲覧.
26. ↑  Mayor's Office: Duties Of The Office Of Mayor. City of Parma. 2015年12月17日閲覧.
27. ↑  City Council. City of Parma. 2015年12月17日閲覧.
28. ↑  Parma Ward Map. City of Parma. 2014年. 2015年12月17日閲覧
29. ↑  Route C: Cleveland-Parkersburg/Athens Schedule. GoBus. 2015年12月17日閲覧.
30. ↑  Full System Map. Greater Cleveland Regional Transit Authority. 2015年12月17日閲覧.
31. ↑  Cleveland Hopkins Int'l. (Form 5010) Airport Master Record. Federal Aviation Administration. 2015年12月10日. 2015年12月17日閲覧.
32. ↑  Campuses and Locations. Cuyahoga Community College. 2015年12月18日閲覧.
33. ↑  About Tri-C. Cuyahoga Community College. 2015年12月18日閲覧.
34. ↑  At a Glance. Parma City School District. 2015年12月18日閲覧.
35. ↑  “U.S. Census website”.  United States Census Bureau. 2013年1月6日閲覧。
36. ↑  Byrne, Brian. Parma's Ukrainian Village will commemorate Ukrainian Independence Day with parade, festival on Saturday. Northeast Ohio Media Group. 2013年8月19日. 2015年12月20日閲覧.
37. ↑  Holodomor Commemoration at Famine Monument. St. Vladimir Ukrainian Orthodox Cathedral. 2015年12月20日閲覧.
38. ↑  Sandrick, Bob. Ukrainians in Parma support city's plan to become sister city with Lviv, Ukraine. Northeast Ohio Media Group. 2013年6月11日. 2015年12月20日閲覧.
39. ↑  Map. Polish Village. 2015年12月20日閲覧.
40. ↑  Kovach, Carol. Parma's Polish Village will host Polish Constitution Day parade, festivities May 2-4. Sun News. 2014年4月29日. 2015年12月20日閲覧.
41. ↑  Gibson, Campbell. Population of the 100 Largest Cities and Other Urban Places in the United States: 1790 to 1990. US Census Bureau. 2005年.
42. ↑  Resolution No. 144-13. City of Parma. Qtd. by Sister City International. 2013年6月3日. 2015年12月8日閲覧.